# Parque nacional Isla Quoin
Isla Quoin es un parque nacional en Queensland, Australia, ubicado a 1947 km al noroeste de Brisbane.

## Datos
- Área: 20.000 m²
- Coordenadas: 12°24′21″S 143°29′17″E / -12.40583, 143.48806
- Fecha de Creación: 1989
- Administración: Servicio para la Vida Salvaje de Queensland
- Categoría IUCN: II

Véase también:
- Zonas protegidas de Queensland

- Datos: Q1939662